# کریستینا نیلسون
کریستینا نیلسون (انگلیسی: Christina Nilsson; ۲۰ اوت ۱۸۴۳ – ۲۲ نوامبر ۱۹۲۱) بازیگر، خواننده اپرا، و آهنگساز اهل سوئد بود.از کودکی استعدادش در موسیقی هویدا بود ابتدا به همراه برادرش در همایش های دهقانی آوازه خوانی می کرد او کارش را با ویولون آغاز کرد پس از اینکه مدتی در استکهلم و اوپسالا کنسرت هایی اجرا کرد به پاریس رفت و چهار سال در پاریس بود او اجراهایی در  لندن، سنت پترزبورگ، وین و نیویورک داشت در اجرایش در هتلی در استکهلم در سال ۱۸۸۵ میلادی حدود ۵۰۰۰۰ نفر حاضر بودند ناگهان یک شایعه گسترش یافت که داربستی در یک ساختمان مجاور سقوط کرده و به تبع آن جمعیت وحشت زده شد و ۱۹ نفر در این جریان درگذشتند متعاقب این حادثه او به دلجویی از بازماندگان پرداخت او ابتدا با یک بانکدار فرانسوی ازدواج کرد و سپس ازدواج دیگری هم داشت سرانجام در سال ۱۹۲۱ در سوئد درگذشت.

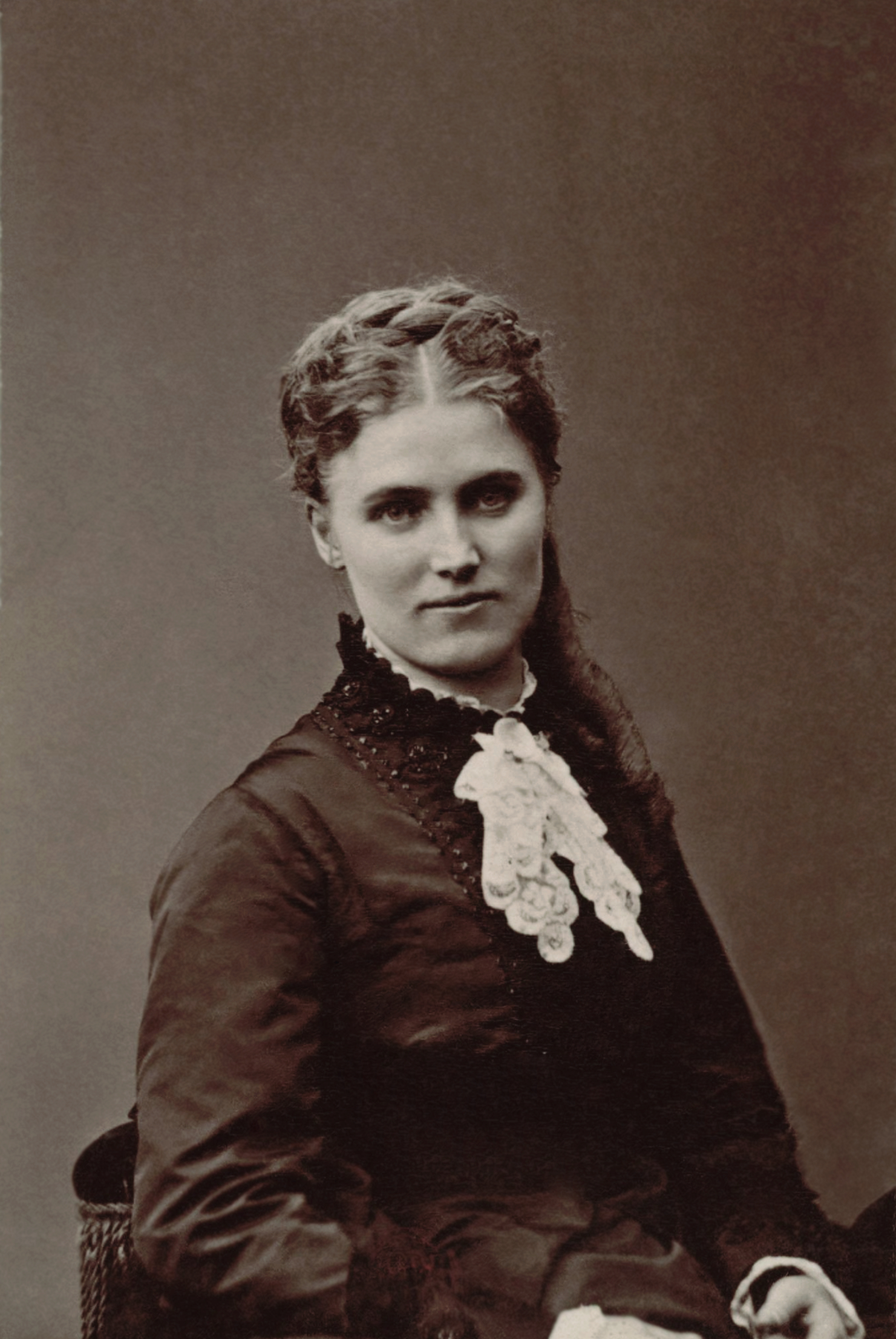
کریستینا نیلسون

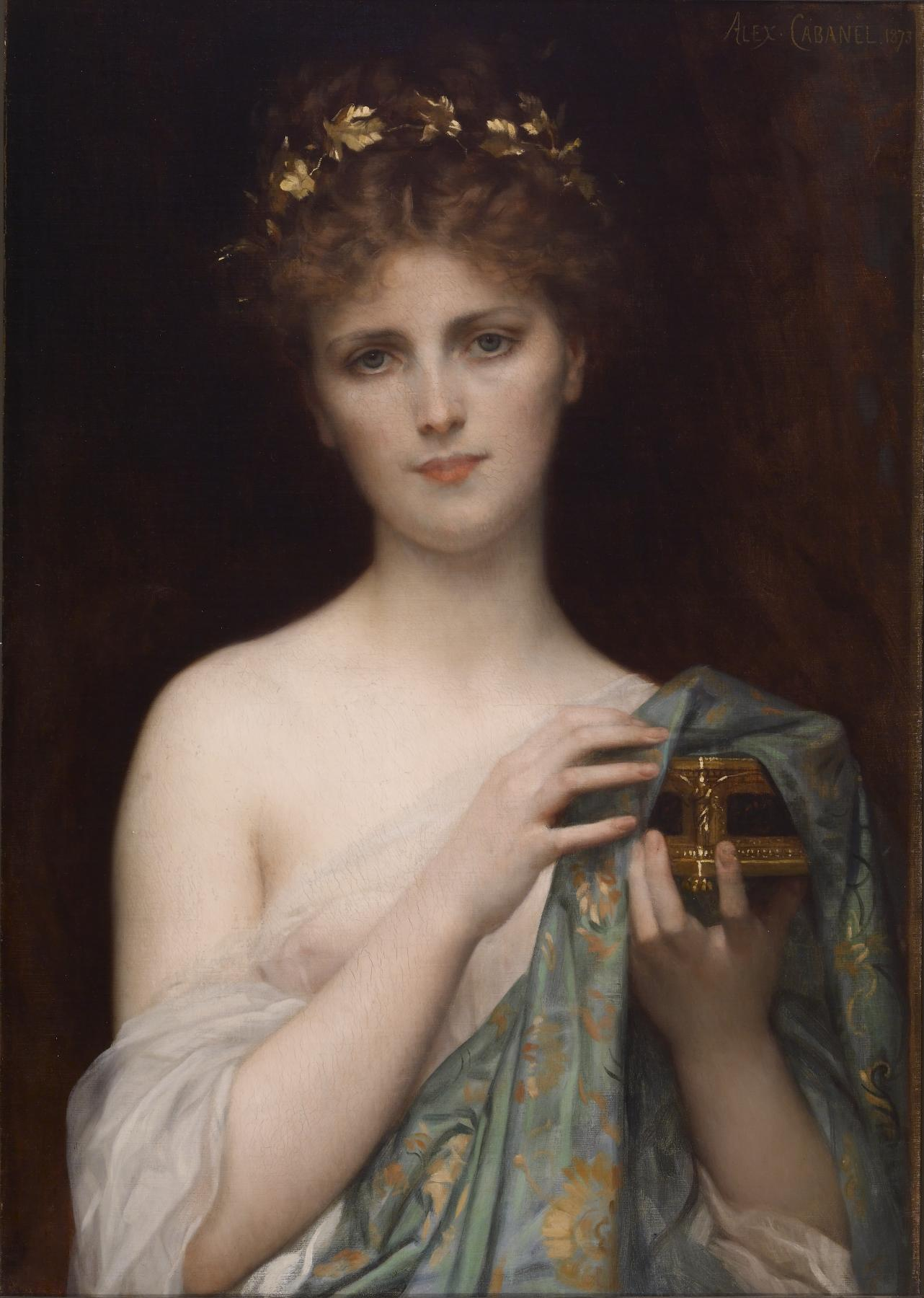
به عنوان مدل نقاشی